# Étréham
Étréham ist eine französische Gemeinde im Département Calvados in der Region Normandie mit 327 Einwohnern (Stand: 1. Januar 2022). Étréham gehört zum Arrondissement Bayeux und zum Kanton Trévières. Die Einwohner werden Étréhamais genannt.

## Geografie
Étréham liegt etwa 14 Kilometer nordwestlich von Bayeux. Umgeben wird Étréham von den Nachbargemeinden Port-en-Bessin-Huppain im Norden und Nordosten, Maisons im Osten, Tour-en-Bessin im Süden und Südosten, Mosles im Süden und Südwesten sowie Aure sur Mer im Westen und Nordwesten.

## Bevölkerungsentwicklung
| 1962                      | 1968 | 1975 | 1982 | 1990 | 1999 | 2006 | 2013 |
| ------------------------- | ---- | ---- | ---- | ---- | ---- | ---- | ---- |
| 197                       | 202  | 187  | 225  | 236  | 233  | 254  | 306  |
| Quelle: Cassini und INSEE |      |      |      |      |      |      |      |

## Sehenswürdigkeiten
- Merowingernekropole aus dem 6. Jahrhundert
- Kirche Saint-Romain, Monument historique seit 1840
- Gutshof Marguerie, Monument historique
- Brücke über den Aure

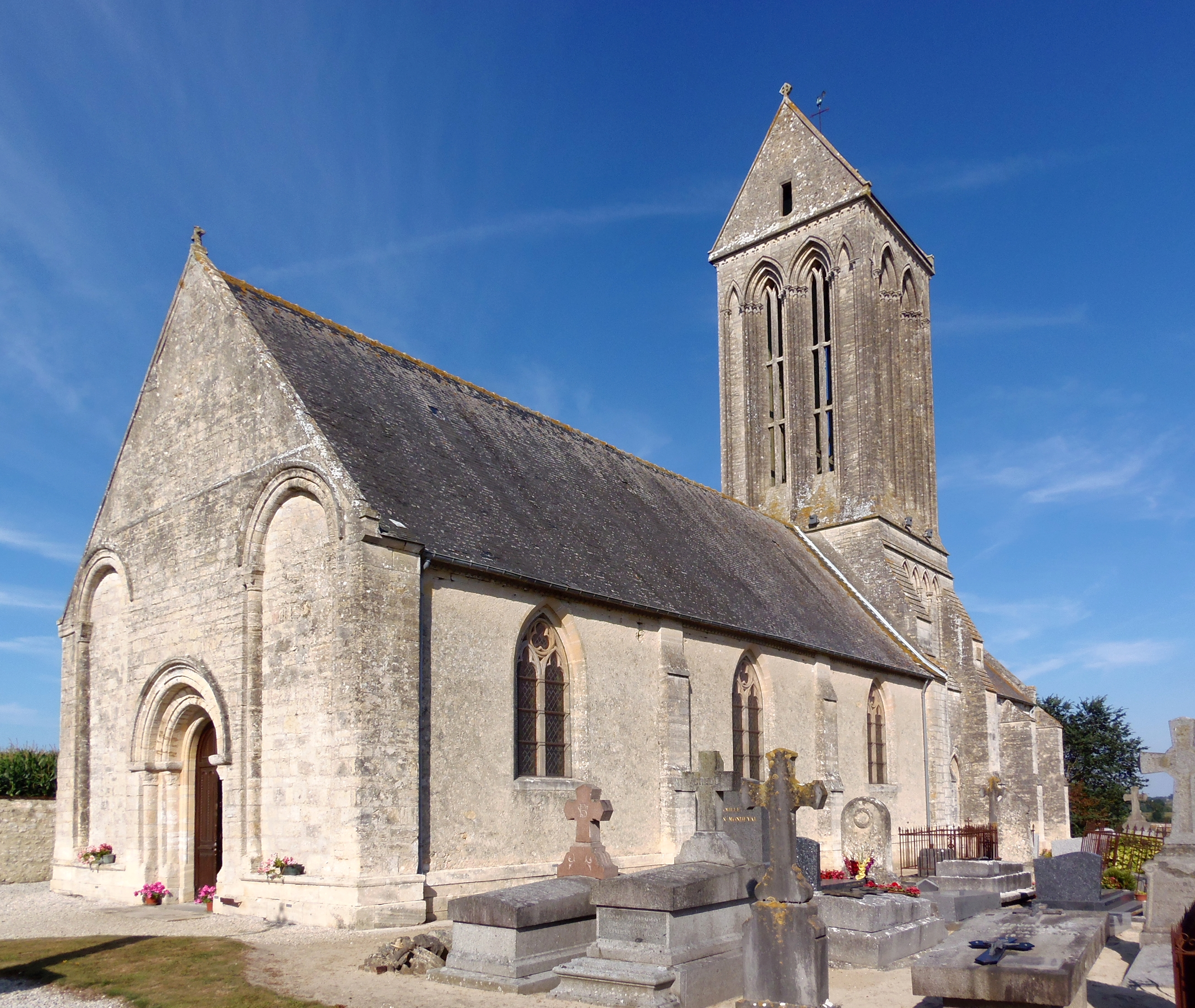
Kirche Saint-Romain
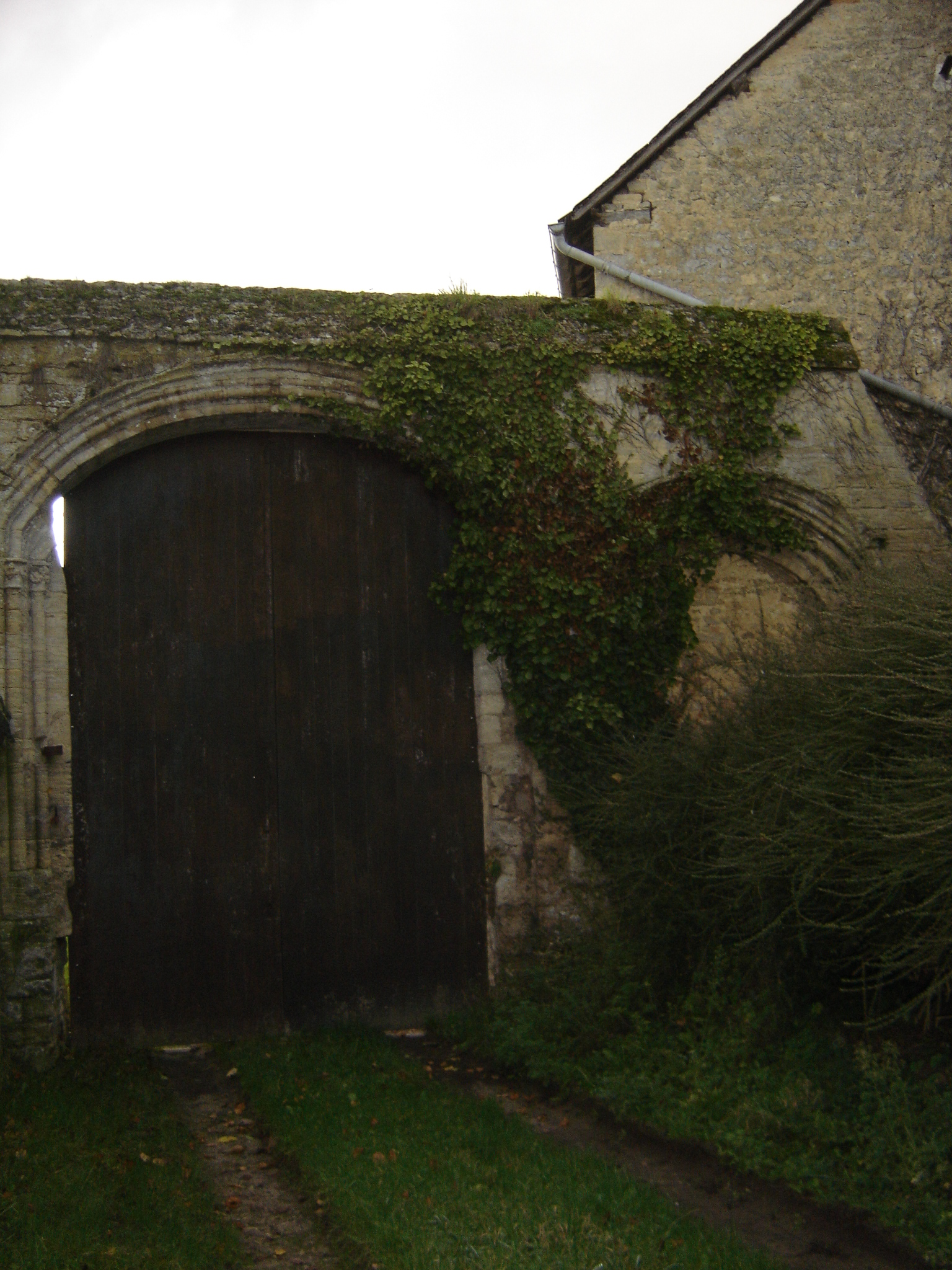
Gutshof von Marguerie